# Кубок наций АКВ
Кубок наций АКВ (англ. AVC Volleyball Nations Cup) — соревнования для мужских и женских национальных сборных команд стран Азии, Австралии и Океании, проводимые под эгидой Азиатской конфедерации волейбола.
До 2024 турнир носил название Кубок вызова АКВ и проводился с 2018 года среди мужчин (раз в два года) и с 2022 среди женщин для сборных команд с низким континентальным рейтингом и служил отборочным соревнованием к Кубку Азии. С 2023 года проведение стало ежегодным в связи с тем, что турнир стал отборочным к Кубку претендентов ФИВБ. С 2025 Кубок претендентов был отменён, а Кубок вызова АКВ преобразован в Кубок наций АКВ для команд, не участвующих в Лиге наций. 

## Мужские соревнования
Призёры
| Год              | Место проведения                           | Золото                                     | Серебро                                    | Бронза                                     |
| Кубок вызова AVC |                                            |                                            |                                            |                                            |
| 2018             | Коломбо                                    | Ирак                                       | Саудовская Аравия                          | Шри-Ланка                                  |
| 2020             | Из-за пандемии COVID-19 турнир был отменён | Из-за пандемии COVID-19 турнир был отменён | Из-за пандемии COVID-19 турнир был отменён | Из-за пандемии COVID-19 турнир был отменён |
| 2022             | Чолпон-Ата                                 | Кыргызстан                                 | Саудовская Аравия                          | Узбекистан                                 |
| 2023             | Тайбэй                                     | Таиланд                                    | Бахрейн                                    | Южная Корея                                |
| 2024             | Мадинат-Иса                                | Катар                                      | Пакистан                                   | Южная Корея                                |
| Кубок наций AVC  |                                            |                                            |                                            |                                            |
| 2025             | Манама                                     | Бахрейн                                    | Пакистан                                   | Катар                                      |

## Женские соревнования
Призёры
| Год              | Место проведения                           | Золото                                     | Серебро                                    | Бронза                                     |
| Кубок вызова AVC |                                            |                                            |                                            |                                            |
| 2018             | Турнир не состоялся                        | Турнир не состоялся                        | Турнир не состоялся                        | Турнир не состоялся                        |
| 2020             | Из-за пандемии COVID-19 турнир был отменён | Из-за пандемии COVID-19 турнир был отменён | Из-за пандемии COVID-19 турнир был отменён | Из-за пандемии COVID-19 турнир был отменён |
| 2022             | Накхонпатхом                               | Гонконг                                    | Индия                                      | Малайзия                                   |
| 2023             | Гресик                                     | Вьетнам                                    | Индонезия                                  | Тайвань                                    |
| 2024             | Манила                                     | Вьетнам                                    | Казахстан                                  | Филиппины                                  |
| Кубок наций AVC  |                                            |                                            |                                            |                                            |
| 2025             | Ханой                                      | Вьетнам                                    | Филиппины                                  | Тайвань                                    |